# Lista di asteroidi (680001-681000)
Di seguito una lista di asteroidi dal numero 680001  al 681000 con data di scoperta e scopritore.

## 680001–680100
| Nome   | Designazione provvisoria | Data di scoperta  | Scopritore          |
| ------ | ------------------------ | ----------------- | ------------------- |
| 680001 | 1994 UG13                | 2 ottobre 2013    | Pan-STARRS          |
| 680002 | 1994 VA9                 | 6 novembre 1994   | Spacewatch          |
| 680003 | 1994 XX3                 | 3 dicembre 1994   | Spacewatch          |
| 680004 | 1995 CE11                | 16 febbraio 2012  | Pan-STARRS          |
| 680005 | 1995 QF14                | 27 agosto 1995    | Spacewatch          |
| 680006 | 1995 SL7                 | 17 settembre 1995 | Spacewatch          |
| 680007 | 1995 SX33                | 22 settembre 1995 | Spacewatch          |
| 680008 | 1995 SO35                | 23 settembre 1995 | Spacewatch          |
| 680009 | 1995 SV55                | 18 settembre 1995 | Spacewatch          |
| 680010 | 1995 SV58                | 24 settembre 1995 | Spacewatch          |
| 680011 | 1995 SW71                | 19 settembre 1995 | Spacewatch          |
| 680012 | 1995 SS77                | 30 settembre 1995 | Spacewatch          |
| 680013 | 1995 SM83                | 24 settembre 1995 | Spacewatch          |
| 680014 | 1995 SF86                | 26 settembre 1995 | Spacewatch          |
| 680015 | 1995 TQ11                | 15 ottobre 1995   | Spacewatch          |
| 680016 | 1995 UJ28                | 20 ottobre 1995   | Spacewatch          |
| 680017 | 1995 UA69                | 28 marzo 2001     | Spacewatch          |
| 680018 | 1995 UF69                | 19 ottobre 1995   | Spacewatch          |
| 680019 | 1995 UT72                | 20 ottobre 1995   | Spacewatch          |
| 680020 | 1995 UG76                | 21 ottobre 1995   | Spacewatch          |
| 680021 | 1995 UB78                | 23 ottobre 1995   | Spacewatch          |
| 680022 | 1995 UH84                | 24 ottobre 1995   | Spacewatch          |
| 680023 | 1995 VP6                 | 14 novembre 1995  | Spacewatch          |
| 680024 | 1996 BC6                 | 12 gennaio 1996   | Spacewatch          |
| 680025 | 1996 BD8                 | 19 gennaio 1996   | Spacewatch          |
| 680026 | 1996 EG7                 | 11 marzo 1996     | Spacewatch          |
| 680027 | 1996 RZ13                | 8 settembre 1996  | Spacewatch          |
| 680028 | 1996 RR16                | 13 settembre 1996 | Spacewatch          |
| 680029 | 1996 RY18                | 15 settembre 1996 | Spacewatch          |
| 680030 | 1996 RP20                | 15 settembre 1996 | Spacewatch          |
| 680031 | 1996 VH27                | 11 novembre 1996  | Spacewatch          |
| 680032 | 1996 VX28                | 7 novembre 1996   | Spacewatch          |
| 680033 | 1996 VV32                | 5 novembre 1996   | Spacewatch          |
| 680034 | 1996 VR36                | 10 novembre 1996  | Spacewatch          |
| 680035 | 1996 WZ3                 | 23 febbraio 2015  | Pan-STARRS          |
| 680036 | 1997 CH                  | 1 febbraio 1997   | Spacewatch          |
| 680037 | 1997 EM1                 | 3 marzo 1997      | Spacewatch          |
| 680038 | 1997 EN6                 | 2 marzo 1997      | Spacewatch          |
| 680039 | 1997 EL60                | 23 febbraio 2012  | Mount Lemmon Survey |
| 680040 | 1997 GH2                 | 7 aprile 1997     | Spacewatch          |
| 680041 | 1997 NL2                 | 3 luglio 1997     | Spacewatch          |
| 680042 | 1997 PR6                 | 6 maggio 2014     | Pan-STARRS          |
| 680043 | 1997 SS32                | 28 settembre 1997 | Spacewatch          |
| 680044 | 1997 SX35                | 24 marzo 2003     | Spacewatch          |
| 680045 | 1997 SZ35                | 11 settembre 2007 | Mount Lemmon Survey |
| 680046 | 1997 UK6                 | 23 ottobre 1997   | Spacewatch          |
| 680047 | 1997 US11                | 21 ottobre 1997   | Spacewatch          |
| 680048 | 1998 AZ11                | 1 febbraio 2009   | Spacewatch          |
| 680049 | 1998 BK18                | 23 gennaio 1998   | Spacewatch          |
| 680050 | 1998 BM18                | 26 ottobre 2009   | Spacewatch          |
| 680051 | 1998 BV23                | 26 gennaio 1998   | Spacewatch          |
| 680052 | 1998 BM50                | 3 ottobre 2010    | CSS                 |
| 680053 | 1998 DH25                | 23 febbraio 1998  | Spacewatch          |
| 680054 | 1998 DL25                | 23 febbraio 1998  | Spacewatch          |
| 680055 | 1998 EU22                | 13 aprile 2013    | Pan-STARRS          |
| 680056 | 1998 OU15                | 27 giugno 2014    | Pan-STARRS          |
| 680057 | 1998 QN56                | 26 agosto 1998    | Spacewatch          |
| 680058 | 1998 RZ10                | 13 settembre 1998 | Spacewatch          |
| 680059 | 1998 RM81                | 2 settembre 1998  | Spacewatch          |
| 680060 | 1998 SC30                | 19 settembre 1998 | Spacewatch          |
| 680061 | 1998 SA178               | 3 ottobre 2006    | Mount Lemmon Survey |
| 680062 | 1998 SB178               | 19 settembre 1998 | SDSS Collaboration  |
| 680063 | 1998 SE178               | 9 aprile 2010     | Spacewatch          |
| 680064 | 1998 SG178               | 8 marzo 2005      | Mount Lemmon Survey |
| 680065 | 1998 SL178               | 9 maggio 2005     | Mount Lemmon Survey |
| 680066 | 1998 SV179               | 5 febbraio 2016   | Pan-STARRS          |
| 680067 | 1998 SB180               | 12 febbraio 2011  | Mount Lemmon Survey |
| 680068 | 1998 SJ180               | 10 ottobre 2015   | Spacewatch          |
| 680069 | 1998 SQ180               | 3 marzo 2009      | Mount Lemmon Survey |
| 680070 | 1998 SY181               | 19 settembre 1998 | SDSS Collaboration  |
| 680071 | 1998 TB9                 | 12 ottobre 1998   | Spacewatch          |
| 680072 | 1998 WG28                | 18 novembre 1998  | Spacewatch          |
| 680073 | 1998 WE35                | 18 novembre 1998  | Spacewatch          |
| 680074 | 1998 WS46                | 25 settembre 2008 | Spacewatch          |
| 680075 | 1999 CU138               | 7 febbraio 1999   | Spacewatch          |
| 680076 | 1999 CN160               | 20 febbraio 2006  | Spacewatch          |
| 680077 | 1999 EN11                | 10 marzo 1999     | Spacewatch          |
| 680078 | 1999 FN98                | 8 marzo 2005      | Mount Lemmon Survey |
| 680079 | 1999 FZ98                | 30 novembre 2008  | Mount Lemmon Survey |
| 680080 | 1999 FG99                | 9 febbraio 2011   | Mount Lemmon Survey |
| 680081 | 1999 FV100               | 1 ottobre 2005    | LINEAR              |
| 680082 | 1999 GU14                | 14 aprile 1999    | Spacewatch          |
| 680083 | 1999 LW29                | 10 giugno 1999    | Spacewatch          |
| 680084 | 1999 PQ5                 | 12 agosto 1999    | Spacewatch          |
| 680085 | 1999 PL9                 | 26 agosto 2012    | Pan-STARRS          |
| 680086 | 1999 PM9                 | 30 novembre 2008  | Spacewatch          |
| 680087 | 1999 RK170               | 14 settembre 1999 | Spacewatch          |
| 680088 | 1999 RX259               | 5 settembre 1999  | Spacewatch          |
| 680089 | 1999 RA260               | 6 dicembre 2013   | Pan-STARRS          |
| 680090 | 1999 RR260               | 18 marzo 2015     | Pan-STARRS          |
| 680091 | 1999 RU260               | 2 novembre 2010   | Mount Lemmon Survey |
| 680092 | 1999 SE23                | 30 settembre 1999 | Spacewatch          |
| 680093 | 1999 SY28                | 18 settembre 1999 | Spacewatch          |
| 680094 | 1999 TE21                | 14 settembre 1999 | R. H. McNaught      |
| 680095 | 1999 TU73                | 2 ottobre 1999    | Spacewatch          |
| 680096 | 1999 TQ74                | 10 ottobre 1999   | Spacewatch          |
| 680097 | 1999 TM78                | 11 ottobre 1999   | Spacewatch          |
| 680098 | 1999 TR233               | 26 settembre 2003 | SDSS Collaboration  |
| 680099 | 1999 TD263               | 15 ottobre 1999   | Spacewatch          |
| 680100 | 1999 TN303               | 4 ottobre 1999    | Spacewatch          |

## 680101–680200
| Nome   | Designazione provvisoria | Data di scoperta  | Scopritore             |
| ------ | ------------------------ | ----------------- | ---------------------- |
| 680101 | 1999 TA304               | 4 ottobre 1999    | Spacewatch             |
| 680102 | 1999 TB309               | 6 ottobre 1999    | LINEAR                 |
| 680103 | 1999 TX309               | 3 ottobre 1999    | Spacewatch             |
| 680104 | 1999 TB317               | 11 ottobre 1999   | Spacewatch             |
| 680105 | 1999 TR336               | 20 ottobre 1999   | Spacewatch             |
| 680106 | 1999 TJ337               | 11 marzo 2005     | Spacewatch             |
| 680107 | 1999 TQ337               | 26 settembre 2006 | Mount Lemmon Survey    |
| 680108 | 1999 TH338               | 22 marzo 2015     | Pan-STARRS             |
| 680109 | 1999 TL338               | 26 marzo 2001     | Spacewatch             |
| 680110 | 1999 TM338               | 24 agosto 2003    | Cerro Tololo Obs.      |
| 680111 | 1999 TT338               | 17 ottobre 2010   | Mount Lemmon Survey    |
| 680112 | 1999 TS340               | 13 agosto 2004    | Cerro Tololo Obs.      |
| 680113 | 1999 TJ341               | 11 dicembre 2013  | Pan-STARRS             |
| 680114 | 1999 TL341               | 11 febbraio 2018  | Pan-STARRS             |
| 680115 | 1999 TR341               | 8 agosto 2016     | Pan-STARRS             |
| 680116 | 1999 TZ341               | 24 settembre 2008 | Spacewatch             |
| 680117 | 1999 TD342               | 23 gennaio 2014   | Spacewatch             |
| 680118 | 1999 TO342               | 27 febbraio 2015  | Pan-STARRS             |
| 680119 | 1999 TR342               | 13 ottobre 1999   | Spacewatch             |
| 680120 | 1999 UU31                | 20 ottobre 1999   | Spacewatch             |
| 680121 | 1999 UP40                | 16 ottobre 1999   | Spacewatch             |
| 680122 | 1999 UH57                | 29 ottobre 1999   | Spacewatch             |
| 680123 | 1999 UC58                | 10 ottobre 1999   | Spacewatch             |
| 680124 | 1999 UC66                | 30 settembre 2010 | Mount Lemmon Survey    |
| 680125 | 1999 UF66                | 17 settembre 2010 | Mount Lemmon Survey    |
| 680126 | 1999 UL66                | 26 dicembre 2006  | Spacewatch             |
| 680127 | 1999 VS121               | 4 novembre 1999   | Spacewatch             |
| 680128 | 1999 VB128               | 9 novembre 1999   | Spacewatch             |
| 680129 | 1999 VK141               | 10 novembre 1999  | Spacewatch             |
| 680130 | 1999 VA152               | 2 ottobre 2006    | Mount Lemmon Survey    |
| 680131 | 1999 VY217               | 5 novembre 1999   | Spacewatch             |
| 680132 | 1999 VE226               | 12 novembre 1999  | LINEAR                 |
| 680133 | 1999 WE28                | 28 maggio 2008    | Mount Lemmon Survey    |
| 680134 | 1999 WG28                | 11 marzo 2011     | Spacewatch             |
| 680135 | 1999 WK28                | 19 gennaio 2012   | Spacewatch             |
| 680136 | 1999 WD29                | 18 dicembre 2007  | Mount Lemmon Survey    |
| 680137 | 1999 XB152               | 8 dicembre 1999   | Spacewatch             |
| 680138 | 1999 XL224               | 13 dicembre 1999  | Spacewatch             |
| 680139 | 1999 XZ254               | 12 dicembre 1999  | Spacewatch             |
| 680140 | 1999 XV264               | 29 novembre 1999  | Spacewatch             |
| 680141 | 1999 XZ265               | 14 dicembre 1999  | Spacewatch             |
| 680142 | 1999 XC266               | 1 marzo 2016      | Mount Lemmon Survey    |
| 680143 | 1999 XJ266               | 26 ottobre 2016   | Pan-STARRS             |
| 680144 | 1999 XK266               | 21 settembre 2009 | Spacewatch             |
| 680145 | 1999 XP266               | 3 ottobre 2003    | Spacewatch             |
| 680146 | 1999 XU266               | 29 settembre 2010 | Mount Lemmon Survey    |
| 680147 | 1999 XV266               | 29 marzo 2017     | Pan-STARRS             |
| 680148 | 1999 YM2                 | 16 dicembre 1999  | Spacewatch             |
| 680149 | 1999 YP7                 | 27 dicembre 1999  | Spacewatch             |
| 680150 | 1999 YX29                | 30 ottobre 2013   | Pan-STARRS             |
| 680151 | 1999 YA30                | 1 dicembre 2008   | Spacewatch             |
| 680152 | 1999 YC30                | 16 dicembre 1999  | Spacewatch             |
| 680153 | 1999 YO30                | 13 ottobre 2010   | Mount Lemmon Survey    |
| 680154 | 2000 AV226               | 3 gennaio 2000    | Spacewatch             |
| 680155 | 2000 AV258               | 1 ottobre 2014    | Pan-STARRS             |
| 680156 | 2000 BR36                | 28 gennaio 2000   | Spacewatch             |
| 680157 | 2000 BN42                | 27 gennaio 2000   | Spacewatch             |
| 680158 | 2000 BA43                | 28 gennaio 2000   | Spacewatch             |
| 680159 | 2000 BY45                | 28 gennaio 2000   | Spacewatch             |
| 680160 | 2000 BX52                | 17 marzo 2005     | Mount Lemmon Survey    |
| 680161 | 2000 BZ52                | 24 novembre 2014  | Mount Lemmon Survey    |
| 680162 | 2000 CK107               | 7 febbraio 2000   | Spacewatch             |
| 680163 | 2000 CT127               | 2 febbraio 2000   | Spacewatch             |
| 680164 | 2000 CC138               | 4 febbraio 2000   | Spacewatch             |
| 680165 | 2000 CT143               | 4 febbraio 2000   | Spacewatch             |
| 680166 | 2000 CD144               | 5 febbraio 2000   | Spacewatch             |
| 680167 | 2000 CE151               | 11 marzo 2005     | Mount Lemmon Survey    |
| 680168 | 2000 CW151               | 29 gennaio 2011   | Spacewatch             |
| 680169 | 2000 CX152               | 3 giugno 2011     | Mount Lemmon Survey    |
| 680170 | 2000 CP153               | 13 luglio 2013    | Pan-STARRS             |
| 680171 | 2000 CX153               | 7 febbraio 2011   | Mount Lemmon Survey    |
| 680172 | 2000 CT156               | 18 settembre 2007 | Spacewatch             |
| 680173 | 2000 DP118               | 25 febbraio 2011  | Mount Lemmon Survey    |
| 680174 | 2000 EU98                | 10 marzo 2000     | Spacewatch             |
| 680175 | 2000 EQ177               | 3 marzo 2000      | Spacewatch             |
| 680176 | 2000 EE204               | 6 marzo 2000      | DLS                    |
| 680177 | 2000 EL209               | 4 novembre 2007   | Spacewatch             |
| 680178 | 2000 EP209               | 27 aprile 2009    | Mount Lemmon Survey    |
| 680179 | 2000 ET209               | 4 marzo 2005      | Mount Lemmon Survey    |
| 680180 | 2000 EK210               | 5 marzo 2016      | Pan-STARRS             |
| 680181 | 2000 EU210               | 5 marzo 2011      | Mount Lemmon Survey    |
| 680182 | 2000 EC211               | 4 dicembre 2008   | Mount Lemmon Survey    |
| 680183 | 2000 GN129               | 5 aprile 2000     | Spacewatch             |
| 680184 | 2000 GC150               | 5 aprile 2000     | LINEAR                 |
| 680185 | 2000 GH182               | 2 aprile 2000     | Spacewatch             |
| 680186 | 2000 GZ182               | 2 aprile 2000     | Spacewatch             |
| 680187 | 2000 GG184               | 13 marzo 2011     | Spacewatch             |
| 680188 | 2000 GK188               | 9 maggio 2006     | Mount Lemmon Survey    |
| 680189 | 2000 HT100               | 25 aprile 2000    | Spacewatch             |
| 680190 | 2000 JQ95                | 22 ottobre 2008   | Spacewatch             |
| 680191 | 2000 JW95                | 4 maggio 2000     | SDSS Collaboration     |
| 680192 | 2000 JQ96                | 26 ottobre 2008   | Mount Lemmon Survey    |
| 680193 | 2000 JT96                | 26 settembre 2011 | Pan-STARRS             |
| 680194 | 2000 JA97                | 26 novembre 2014  | Pan-STARRS             |
| 680195 | 2000 JC97                | 18 aprile 2007    | Mount Lemmon Survey    |
| 680196 | 2000 JK97                | 28 agosto 2011    | SSS                    |
| 680197 | 2000 KA45                | 28 maggio 2000    | Spacewatch             |
| 680198 | 2000 OA63                | 30 luglio 2000    | M. W. Buie, S. D. Kern |
| 680199 | 2000 OC71                | 27 settembre 2011 | Mount Lemmon Survey    |
| 680200 | 2000 OJ71                | 10 gennaio 2006   | Mount Lemmon Survey    |

## 680201–680300
| Nome   | Designazione provvisoria | Data di scoperta  | Scopritore                    |
| ------ | ------------------------ | ----------------- | ----------------------------- |
| 680201 | 2000 OT72                | 25 settembre 2017 | Pan-STARRS                    |
| 680202 | 2000 PF33                | 12 maggio 2012    | Mount Lemmon Survey           |
| 680203 | 2000 QA220               | 24 agosto 2000    | LINEAR                        |
| 680204 | 2000 QL240               | 25 agosto 2000    | R. Millis, L. H. Wasserman    |
| 680205 | 2000 QW255               | 16 gennaio 2008   | Spacewatch                    |
| 680206 | 2000 QF256               | 4 marzo 2006      | Spacewatch                    |
| 680207 | 2000 QU256               | 1 luglio 2011     | Spacewatch                    |
| 680208 | 2000 QB257               | 17 gennaio 2013   | Pan-STARRS                    |
| 680209 | 2000 RD111               | 23 gennaio 2015   | Pan-STARRS                    |
| 680210 | 2000 RB112               | 25 settembre 2016 | Pan-STARRS                    |
| 680211 | 2000 RH112               | 12 settembre 2016 | Mount Lemmon Survey           |
| 680212 | 2000 RK112               | 16 aprile 2013    | CTIO-DECam                    |
| 680213 | 2000 RP112               | 12 febbraio 2012  | Mount Lemmon Survey           |
| 680214 | 2000 RZ112               | 22 agosto 2004    | SSS                           |
| 680215 | 2000 RH113               | 8 settembre 2000  | Spacewatch                    |
| 680216 | 2000 SC34                | 20 settembre 2000 | AMOS                          |
| 680217 | 2000 SH57                | 24 settembre 2000 | LINEAR                        |
| 680218 | 2000 SE156               | 24 settembre 2000 | LINEAR                        |
| 680219 | 2000 SD245               | 24 settembre 2000 | LINEAR                        |
| 680220 | 2000 SQ321               | 28 settembre 2000 | Spacewatch                    |
| 680221 | 2000 SG377               | 30 dicembre 2005  | CSS                           |
| 680222 | 2000 SX377               | 12 febbraio 2002  | Spacewatch                    |
| 680223 | 2000 SM378               | 24 ottobre 2011   | Spacewatch                    |
| 680224 | 2000 SN378               | 1 aprile 2011     | Mount Lemmon Survey           |
| 680225 | 2000 SY378               | 5 luglio 2003     | Spacewatch                    |
| 680226 | 2000 SM380               | 11 aprile 2016    | Pan-STARRS                    |
| 680227 | 2000 SN380               | 25 ottobre 2013   | Mount Lemmon Survey           |
| 680228 | 2000 SB381               | 9 novembre 2013   | Pan-STARRS                    |
| 680229 | 2000 SJ381               | 12 settembre 2013 | Mount Lemmon Survey           |
| 680230 | 2000 SJ383               | 30 maggio 2003    | M. W. Buie, K. J. Meech       |
| 680231 | 2000 SN383               | 29 gennaio 2015   | Pan-STARRS                    |
| 680232 | 2000 SR384               | 28 febbraio 2008  | Mount Lemmon Survey           |
| 680233 | 2000 TA50                | 2 ottobre 2000    | LINEAR                        |
| 680234 | 2000 TM75                | 5 maggio 2003     | P. R. Holvorcem, M. Schwartz  |
| 680235 | 2000 TC76                | 23 settembre 2011 | Pan-STARRS                    |
| 680236 | 2000 TF76                | 26 marzo 2007     | Mount Lemmon Survey           |
| 680237 | 2000 TG76                | 8 novembre 2013   | Mount Lemmon Survey           |
| 680238 | 2000 TO76                | 23 gennaio 2006   | Spacewatch                    |
| 680239 | 2000 TV76                | 24 ottobre 2013   | Mount Lemmon Survey           |
| 680240 | 2000 TH78                | 31 ottobre 2013   | Spacewatch                    |
| 680241 | 2000 TN78                | 26 agosto 2000    | R. Millis, L. H. Wasserman    |
| 680242 | 2000 TO78                | 20 marzo 2007     | Spacewatch                    |
| 680243 | 2000 TK80                | 22 gennaio 2002   | Spacewatch                    |
| 680244 | 2000 UC31                | 29 settembre 2000 | Spacewatch                    |
| 680245 | 2000 UD74                | 27 ottobre 2000   | LINEAR                        |
| 680246 | 2000 UN115               | 29 ottobre 2000   | Spacewatch                    |
| 680247 | 2000 US115               | 26 novembre 2013  | Mount Lemmon Survey           |
| 680248 | 2000 VO65                | 1 novembre 2000   | Spacewatch                    |
| 680249 | 2000 VR65                | 1 novembre 2000   | Spacewatch                    |
| 680250 | 2000 VE66                | 28 novembre 2013  | Mount Lemmon Survey           |
| 680251 | 2000 WS19                | 19 novembre 2000  | Spacewatch                    |
| 680252 | 2000 WH29                | 20 novembre 2000  | LINEAR                        |
| 680253 | 2000 WT63                | 24 novembre 2000  | Spacewatch                    |
| 680254 | 2000 WF148               | 29 novembre 2000  | Spacewatch                    |
| 680255 | 2000 WX200               | 20 ottobre 2011   | Mount Lemmon Survey           |
| 680256 | 2000 WY200               | 19 agosto 2014    | Pan-STARRS                    |
| 680257 | 2000 WF202               | 19 novembre 2007  | Spacewatch                    |
| 680258 | 2000 WM202               | 26 novembre 2005  | Spacewatch                    |
| 680259 | 2000 WK203               | 13 ottobre 2013   | G. Proffe, S. Hellmich        |
| 680260 | 2000 WM203               | 12 marzo 2002     | Spacewatch                    |
| 680261 | 2000 WJ204               | 10 febbraio 2018  | Mount Lemmon Survey           |
| 680262 | 2000 WY204               | 30 dicembre 2008  | Spacewatch                    |
| 680263 | 2000 WC205               | 27 ottobre 2006   | Spacewatch                    |
| 680264 | 2000 XB56                | 21 marzo 2015     | Pan-STARRS                    |
| 680265 | 2000 YD20                | 23 dicembre 2000  | Spacewatch                    |
| 680266 | 2000 YM22                | 28 dicembre 2000  | Spacewatch                    |
| 680267 | 2000 YR145               | 14 luglio 2016    | Pan-STARRS                    |
| 680268 | 2000 YV145               | 22 giugno 2010    | Mount Lemmon Survey           |
| 680269 | 2000 YB146               | 12 ottobre 2016   | Pan-STARRS                    |
| 680270 | 2001 AP54                | 7 giugno 2013     | CSS                           |
| 680271 | 2001 BZ83                | 27 novembre 2013  | Pan-STARRS                    |
| 680272 | 2001 BS84                | 1 agosto 2016     | Pan-STARRS                    |
| 680273 | 2001 CY50                | 26 settembre 2017 | Pan-STARRS                    |
| 680274 | 2001 DL1                 | 16 febbraio 2001  | Spacewatch                    |
| 680275 | 2001 DP77                | 19 febbraio 2001  | Spacewatch                    |
| 680276 | 2001 DF86                | 25 febbraio 2001  | A. C. Becker, I. dell'Antonio |
| 680277 | 2001 DG86                | 25 febbraio 2001  | A. C. Becker, I. dell'Antonio |
| 680278 | 2001 DQ112               | 28 settembre 2008 | Mount Lemmon Survey           |
| 680279 | 2001 DL113               | 18 novembre 2003  | Spacewatch                    |
| 680280 | 2001 DP114               | 15 aprile 2013    | Pan-STARRS                    |
| 680281 | 2001 DY114               | 26 febbraio 2014  | Mount Lemmon Survey           |
| 680282 | 2001 DA115               | 19 luglio 2015    | Pan-STARRS                    |
| 680283 | 2001 DB115               | 6 ottobre 2016    | Pan-STARRS                    |
| 680284 | 2001 DH116               | 15 maggio 2013    | Pan-STARRS                    |
| 680285 | 2001 DC117               | 22 ottobre 2003   | Spacewatch                    |
| 680286 | 2001 DV117               | 1 dicembre 2016   | Mount Lemmon Survey           |
| 680287 | 2001 DP118               | 12 aprile 1996    | Spacewatch                    |
| 680288 | 2001 DG119               | 20 settembre 2009 | Spacewatch                    |
| 680289 | 2001 DJ119               | 24 marzo 2012     | Mount Lemmon Survey           |
| 680290 | 2001 DT119               | 12 aprile 2013    | Pan-STARRS                    |
| 680291 | 2001 FH180               | 20 marzo 2001     | Spacewatch                    |
| 680292 | 2001 FY198               | 5 dicembre 2008   | Spacewatch                    |
| 680293 | 2001 FZ198               | 3 novembre 2008   | Mount Lemmon Survey           |
| 680294 | 2001 FP202               | 29 settembre 2003 | Spacewatch                    |
| 680295 | 2001 FN204               | 2 dicembre 2008   | Mount Lemmon Survey           |
| 680296 | 2001 FG205               | 18 settembre 2009 | Mount Lemmon Survey           |
| 680297 | 2001 FE207               | 21 marzo 2001     | Spacewatch                    |
| 680298 | 2001 FQ208               | 11 settembre 2007 | Mount Lemmon Survey           |
| 680299 | 2001 FW215               | 25 agosto 2003    | Cerro Tololo Obs.             |
| 680300 | 2001 FK217               | 2 ottobre 1994    | Spacewatch                    |

## 680301–680400
| Nome   | Designazione provvisoria | Data di scoperta  | Scopritore                |
| ------ | ------------------------ | ----------------- | ------------------------- |
| 680301 | 2001 FC218               | 5 dicembre 2008   | Mount Lemmon Survey       |
| 680302 | 2001 FB221               | 22 marzo 2001     | Kitt Peak Obs.            |
| 680303 | 2001 FY224               | 19 settembre 2009 | Mount Lemmon Survey       |
| 680304 | 2001 FY230               | 23 settembre 2008 | Mount Lemmon Survey       |
| 680305 | 2001 FF232               | 29 marzo 2001     | Kitt Peak Obs.            |
| 680306 | 2001 FU243               | 6 marzo 2008      | Mount Lemmon Survey       |
| 680307 | 2001 FZ243               | 30 settembre 2006 | Mount Lemmon Survey       |
| 680308 | 2001 FL244               | 9 ottobre 2007    | Mount Lemmon Survey       |
| 680309 | 2001 FP244               | 16 marzo 2012     | Pan-STARRS                |
| 680310 | 2001 FW244               | 17 marzo 2012     | Mount Lemmon Survey       |
| 680311 | 2001 FA245               | 2 luglio 2013     | Pan-STARRS                |
| 680312 | 2001 FY247               | 27 marzo 2012     | Mount Lemmon Survey       |
| 680313 | 2001 FF248               | 28 luglio 2014    | Pan-STARRS                |
| 680314 | 2001 HD17                | 24 aprile 2001    | Spacewatch                |
| 680315 | 2001 HB25                | 24 aprile 2001    | Spacewatch                |
| 680316 | 2001 HA69                | 27 febbraio 2006  | Spacewatch                |
| 680317 | 2001 HN69                | 8 ottobre 2015    | Pan-STARRS                |
| 680318 | 2001 HP69                | 5 giugno 2011     | Mount Lemmon Survey       |
| 680319 | 2001 HV69                | 28 aprile 2001    | Spacewatch                |
| 680320 | 2001 HA70                | 10 marzo 2016     | Mount Lemmon Survey       |
| 680321 | 2001 HQ70                | 14 ottobre 2012   | Spacewatch                |
| 680322 | 2001 HX70                | 16 marzo 2010     | Mount Lemmon Survey       |
| 680323 | 2001 KC80                | 3 dicembre 2005   | Osservatorio di Mauna Kea |
| 680324 | 2001 KB82                | 25 settembre 2005 | Spacewatch                |
| 680325 | 2001 KH82                | 29 marzo 2012     | Pan-STARRS                |
| 680326 | 2001 KR82                | 5 aprile 2014     | Pan-STARRS                |
| 680327 | 2001 KU82                | 30 settembre 2016 | Pan-STARRS                |
| 680328 | 2001 KM83                | 2 dicembre 2010   | Mount Lemmon Survey       |
| 680329 | 2001 KT83                | 30 gennaio 2011   | Pan-STARRS                |
| 680330 | 2001 KC84                | 26 gennaio 2011   | Mount Lemmon Survey       |
| 680331 | 2001 KH84                | 26 gennaio 2017   | Pan-STARRS                |
| 680332 | 2001 KQ84                | 7 ottobre 2016    | Pan-STARRS                |
| 680333 | 2001 KC86                | 28 febbraio 2014  | Pan-STARRS                |
| 680334 | 2001 KT87                | 17 novembre 2014  | Pan-STARRS                |
| 680335 | 2001 KB88                | 28 febbraio 2008  | Mount Lemmon Survey       |
| 680336 | 2001 KX88                | 21 maggio 2011    | Mount Lemmon Survey       |
| 680337 | 2001 LY19                | 7 ottobre 2008    | Mount Lemmon Survey       |
| 680338 | 2001 LM20                | 29 marzo 2012     | Pan-STARRS                |
| 680339 | 2001 LP20                | 25 agosto 2014    | Pan-STARRS                |
| 680340 | 2001 MB32                | 23 settembre 2008 | Mount Lemmon Survey       |
| 680341 | 2001 NG16                | 13 luglio 2001    | NEAT                      |
| 680342 | 2001 OY26                | 18 luglio 2001    | NEAT                      |
| 680343 | 2001 OU36                | 30 giugno 2001    | NEAT                      |
| 680344 | 2001 OT91                | 31 luglio 2001    | NEAT                      |
| 680345 | 2001 OL114               | 30 agosto 2005    | Spacewatch                |
| 680346 | 2001 PG23                | 11 agosto 2001    | NEAT                      |
| 680347 | 2001 QY271               | 19 agosto 2001    | LINEAR                    |
| 680348 | 2001 QV306               | 19 agosto 2001    | Cerro Tololo Obs.         |
| 680349 | 2001 QA336               | 12 dicembre 2010  | Spacewatch                |
| 680350 | 2001 QK336               | 24 marzo 2009     | Mount Lemmon Survey       |
| 680351 | 2001 QH338               | 29 dicembre 2014  | Pan-STARRS                |
| 680352 | 2001 QB339               | 4 gennaio 2011    | Mount Lemmon Survey       |
| 680353 | 2001 RX156               | 6 ottobre 2016    | Pan-STARRS                |
| 680354 | 2001 SM95                | 9 settembre 2001  | W. K. Y. Yeung            |
| 680355 | 2001 SS183               | 19 settembre 2001 | LINEAR                    |
| 680356 | 2001 SV183               | 19 settembre 2001 | LINEAR                    |
| 680357 | 2001 SK186               | 19 settembre 2001 | LINEAR                    |
| 680358 | 2001 SB226               | 19 settembre 2001 | LINEAR                    |
| 680359 | 2001 SA229               | 19 settembre 2001 | LINEAR                    |
| 680360 | 2001 SM330               | 19 settembre 2001 | LINEAR                    |
| 680361 | 2001 SD335               | 20 settembre 2001 | LINEAR                    |
| 680362 | 2001 SA336               | 20 settembre 2001 | Spacewatch                |
| 680363 | 2001 SH358               | 18 gennaio 2004   | Spacewatch                |
| 680364 | 2001 SD360               | 27 agosto 2011    | Pan-STARRS                |
| 680365 | 2001 SY362               | 10 gennaio 2013   | Pan-STARRS                |
| 680366 | 2001 SV363               | 29 marzo 2004     | Spacewatch                |
| 680367 | 2001 TS112               | 14 ottobre 2001   | LINEAR                    |
| 680368 | 2001 TB129               | 21 settembre 2001 | Spacewatch                |
| 680369 | 2001 TW155               | 23 settembre 2001 | Spacewatch                |
| 680370 | 2001 TF202               | 11 ottobre 2001   | LINEAR                    |
| 680371 | 2001 TL205               | 11 ottobre 2001   | LINEAR                    |
| 680372 | 2001 TL222               | 14 ottobre 2001   | Spacewatch                |
| 680373 | 2001 TM242               | 6 ottobre 2001    | C. Barbieri               |
| 680374 | 2001 TY242               | 13 giugno 2004    | NEAT                      |
| 680375 | 2001 TG258               | 10 ottobre 2001   | NEAT                      |
| 680376 | 2001 TL261               | 2 ottobre 2006    | Mount Lemmon Survey       |
| 680377 | 2001 TG264               | 16 marzo 2004     | Spacewatch                |
| 680378 | 2001 TR264               | 14 ottobre 2001   | SDSS Collaboration        |
| 680379 | 2001 TD266               | 13 ottobre 2006   | Spacewatch                |
| 680380 | 2001 TE266               | 15 luglio 2005    | Spacewatch                |
| 680381 | 2001 TW267               | 10 settembre 2010 | Spacewatch                |
| 680382 | 2001 TA270               | 14 ottobre 2001   | Spacewatch                |
| 680383 | 2001 UN67                | 20 ottobre 2001   | LINEAR                    |
| 680384 | 2001 UQ88                | 21 ottobre 2001   | Spacewatch                |
| 680385 | 2001 UM110               | 21 ottobre 2001   | LINEAR                    |
| 680386 | 2001 UO124               | 22 ottobre 2001   | NEAT                      |
| 680387 | 2001 UC166               | 18 ottobre 2001   | Spacewatch                |
| 680388 | 2001 UN171               | 23 ottobre 2001   | Spacewatch                |
| 680389 | 2001 UZ178               | 24 ottobre 2001   | NEAT                      |
| 680390 | 2001 UG183               | 16 ottobre 2001   | Spacewatch                |
| 680391 | 2001 UR191               | 28 settembre 2001 | NEAT                      |
| 680392 | 2001 UZ191               | 15 ottobre 2001   | AMOS                      |
| 680393 | 2001 UK213               | 23 ottobre 2001   | LINEAR                    |
| 680394 | 2001 UD229               | 29 novembre 2005  | CSS                       |
| 680395 | 2001 UA234               | 18 novembre 2006  | Mount Lemmon Survey       |
| 680396 | 2001 UO234               | 8 dicembre 2010   | Mount Lemmon Survey       |
| 680397 | 2001 UT234               | 17 novembre 2006  | Spacewatch                |
| 680398 | 2001 UV234               | 7 ottobre 2008    | Mount Lemmon Survey       |
| 680399 | 2001 UG238               | 11 gennaio 2015   | Pan-STARRS                |
| 680400 | 2001 UJ238               | 13 gennaio 2015   | Pan-STARRS                |

## 680401–680500
| Nome   | Designazione provvisoria | Data di scoperta  | Scopritore               |
| ------ | ------------------------ | ----------------- | ------------------------ |
| 680401 | 2001 UH239               | 21 ottobre 2006   | Mount Lemmon Survey      |
| 680402 | 2001 UK239               | 18 ottobre 2001   | Spacewatch               |
| 680403 | 2001 UL239               | 22 giugno 2014    | Pan-STARRS               |
| 680404 | 2001 VV74                | 14 novembre 2001  | Spacewatch               |
| 680405 | 2001 VK134               | 21 aprile 2004    | Spacewatch               |
| 680406 | 2001 VY134               | 2 febbraio 2012   | W. Bickel                |
| 680407 | 2001 VJ135               | 1 ottobre 2008    | Spacewatch               |
| 680408 | 2001 VH136               | 13 maggio 2004    | Spacewatch               |
| 680409 | 2001 VP136               | 10 marzo 2018     | Pan-STARRS               |
| 680410 | 2001 WY22                | 14 ottobre 2001   | LINEAR                   |
| 680411 | 2001 WM79                | 20 novembre 2001  | LINEAR                   |
| 680412 | 2001 WX88                | 19 novembre 2001  | LINEAR                   |
| 680413 | 2001 WN104               | 20 novembre 2001  | LINEAR                   |
| 680414 | 2001 WL106               | 18 settembre 2010 | Mount Lemmon Survey      |
| 680415 | 2001 WP106               | 14 agosto 2017    | Pan-STARRS               |
| 680416 | 2001 WW106               | 10 febbraio 2008  | Spacewatch               |
| 680417 | 2001 XW77                | 11 dicembre 2001  | LINEAR                   |
| 680418 | 2001 XH263               | 14 dicembre 2001  | LINEAR                   |
| 680419 | 2001 YT162               | 17 novembre 2006  | Spacewatch               |
| 680420 | 2001 YA164               | 20 dicembre 2001  | Spacewatch               |
| 680421 | 2001 YT164               | 27 novembre 2014  | Pan-STARRS               |
| 680422 | 2001 YW164               | 23 dicembre 2001  | Spacewatch               |
| 680423 | 2002 AJ127               | 13 gennaio 2002   | LINEAR                   |
| 680424 | 2002 AZ133               | 9 gennaio 2002    | LINEAR                   |
| 680425 | 2002 AY135               | 11 dicembre 2001  | LINEAR                   |
| 680426 | 2002 AP145               | 13 gennaio 2002   | LINEAR                   |
| 680427 | 2002 AG211               | 31 marzo 2008     | Mount Lemmon Survey      |
| 680428 | 2002 AJ211               | 10 dicembre 2005  | Spacewatch               |
| 680429 | 2002 AD214               | 22 dicembre 2008  | Spacewatch               |
| 680430 | 2002 AB215               | 26 ottobre 2011   | Pan-STARRS               |
| 680431 | 2002 AW215               | 12 ottobre 2005   | Spacewatch               |
| 680432 | 2002 AM216               | 24 novembre 2006  | Mount Lemmon Survey      |
| 680433 | 2002 AN216               | 13 dicembre 2017  | Pan-STARRS               |
| 680434 | 2002 AU216               | 30 marzo 2003     | M. W. Buie, A. B. Jordan |
| 680435 | 2002 BG2                 | 21 gennaio 2002   | Spacewatch               |
| 680436 | 2002 BV32                | 18 gennaio 2013   | Mount Lemmon Survey      |
| 680437 | 2002 BF33                | 15 febbraio 2012  | Pan-STARRS               |
| 680438 | 2002 BZ33                | 17 gennaio 2015   | Pan-STARRS               |
| 680439 | 2002 BE34                | 8 novembre 2016   | Mount Lemmon Survey      |
| 680440 | 2002 CO92                | 13 gennaio 2002   | LINEAR                   |
| 680441 | 2002 CA186               | 10 febbraio 2002  | LINEAR                   |
| 680442 | 2002 CF193               | 7 febbraio 2002   | LINEAR                   |
| 680443 | 2002 CO193               | 10 febbraio 2002  | LINEAR                   |
| 680444 | 2002 CB210               | 7 febbraio 2002   | LINEAR                   |
| 680445 | 2002 CR250               | 6 febbraio 2002   | R. Millis, M. W. Buie    |
| 680446 | 2002 CK257               | 22 gennaio 2002   | Spacewatch               |
| 680447 | 2002 CN267               | 7 febbraio 2002   | Spacewatch               |
| 680448 | 2002 CR276               | 7 febbraio 2002   | Spacewatch               |
| 680449 | 2002 CW286               | 8 febbraio 2002   | Spacewatch               |
| 680450 | 2002 CZ315               | 13 febbraio 2002  | Spacewatch               |
| 680451 | 2002 CR316               | 14 febbraio 2012  | Pan-STARRS               |
| 680452 | 2002 CY318               | 11 luglio 2009    | Spacewatch               |
| 680453 | 2002 CX319               | 7 ottobre 2004    | Spacewatch               |
| 680454 | 2002 CO320               | 4 settembre 2011  | Pan-STARRS               |
| 680455 | 2002 CU321               | 25 ottobre 2011   | Pan-STARRS               |
| 680456 | 2002 CJ322               | 1 ottobre 2016    | Mount Lemmon Survey      |
| 680457 | 2002 CM322               | 17 febbraio 2013  | Mount Lemmon Survey      |
| 680458 | 2002 CE323               | 22 agosto 2004    | Spacewatch               |
| 680459 | 2002 CS323               | 13 febbraio 2002  | Spacewatch               |
| 680460 | 2002 CU325               | 27 agosto 2009    | Spacewatch               |
| 680461 | 2002 CW325               | 25 luglio 2014    | Pan-STARRS               |
| 680462 | 2002 CY325               | 30 luglio 2014    | Spacewatch               |
| 680463 | 2002 CU326               | 1 ottobre 2005    | Mount Lemmon Survey      |
| 680464 | 2002 CX328               | 8 febbraio 2002   | R. Millis, M. W. Buie    |
| 680465 | 2002 CB329               | 20 settembre 2003 | Spacewatch               |
| 680466 | 2002 DA5                 | 18 febbraio 2002  | A. C. Becker             |
| 680467 | 2002 DR21                | 13 marzo 2013     | Pan-STARRS               |
| 680468 | 2002 EW17                | 5 marzo 2002      | Spacewatch               |
| 680469 | 2002 EH18                | 9 marzo 2002      | Spacewatch               |
| 680470 | 2002 EO78                | 8 febbraio 2002   | Spacewatch               |
| 680471 | 2002 EG108               | 9 marzo 2002      | NEAT                     |
| 680472 | 2002 EO109               | 9 marzo 2002      | Spacewatch               |
| 680473 | 2002 EQ166               | 20 settembre 2008 | Mount Lemmon Survey      |
| 680474 | 2002 EK167               | 2 ottobre 2010    | Spacewatch               |
| 680475 | 2002 EB168               | 10 ottobre 2004   | Spacewatch               |
| 680476 | 2002 EB170               | 17 gennaio 2007   | Spacewatch               |
| 680477 | 2002 EG170               | 16 gennaio 2018   | Pan-STARRS               |
| 680478 | 2002 EG171               | 2 marzo 2013      | Mount Lemmon Survey      |
| 680479 | 2002 EH171               | 12 marzo 2013     | Mount Lemmon Survey      |
| 680480 | 2002 FD42                | 27 novembre 2009  | Mount Lemmon Survey      |
| 680481 | 2002 FG43                | 16 febbraio 2015  | Pan-STARRS               |
| 680482 | 2002 GS6                 | 10 aprile 2002    | LINEAR                   |
| 680483 | 2002 GT30                | 7 aprile 2002     | Cerro Tololo Obs.        |
| 680484 | 2002 GE31                | 7 aprile 2002     | Cerro Tololo Obs.        |
| 680485 | 2002 GK36                | 2 aprile 2002     | Spacewatch               |
| 680486 | 2002 GS54                | 5 aprile 2002     | NEAT                     |
| 680487 | 2002 GB177               | 7 aprile 2002     | Cerro Tololo Obs.        |
| 680488 | 2002 GL178               | 8 aprile 2002     | C. Barbieri              |
| 680489 | 2002 GF183               | 4 aprile 2002     | NEAT                     |
| 680490 | 2002 GZ187               | 2 dicembre 2008   | Spacewatch               |
| 680491 | 2002 GO194               | 13 marzo 2013     | Spacewatch               |
| 680492 | 2002 GQ194               | 12 aprile 2013    | Mount Lemmon Survey      |
| 680493 | 2002 GV194               | 10 settembre 2007 | Mount Lemmon Survey      |
| 680494 | 2002 GL196               | 15 settembre 2009 | Spacewatch               |
| 680495 | 2002 GR196               | 25 ottobre 2016   | Pan-STARRS               |
| 680496 | 2002 HY18                | 14 aprile 2008    | Spacewatch               |
| 680497 | 2002 HB19                | 20 gennaio 2009   | Mount Lemmon Survey      |
| 680498 | 2002 JB143               | 11 maggio 2002    | NEAT                     |
| 680499 | 2002 JE152               | 20 settembre 2006 | NEAT                     |
| 680500 | 2002 JO153               | 20 dicembre 2017  | Mount Lemmon Survey      |

## 680501–680600
| Nome   | Designazione provvisoria | Data di scoperta  | Scopritore               |
| ------ | ------------------------ | ----------------- | ------------------------ |
| 680501 | 2002 JD154               | 5 maggio 2002     | NEAT                     |
| 680502 | 2002 KK17                | 11 gennaio 2011   | Spacewatch               |
| 680503 | 2002 LV63                | 19 settembre 2003 | Spacewatch               |
| 680504 | 2002 LE65                | 13 settembre 2007 | CSS                      |
| 680505 | 2002 LL65                | 1 luglio 2002     | NEAT                     |
| 680506 | 2002 LA66                | 1 ottobre 2014    | Pan-STARRS               |
| 680507 | 2002 NJ66                | 16 giugno 2002    | NEAT                     |
| 680508 | 2002 NF69                | 31 agosto 2005    | NEAT                     |
| 680509 | 2002 NF70                | 13 maggio 2007    | Mount Lemmon Survey      |
| 680510 | 2002 NF73                | 10 luglio 2002    | CINEOS                   |
| 680511 | 2002 NN76                | 19 novembre 2003  | LINEAR                   |
| 680512 | 2002 NX77                | 19 ottobre 2003   | Spacewatch               |
| 680513 | 2002 OO23                | 22 luglio 2002    | NEAT                     |
| 680514 | 2002 OG24                | 29 luglio 2002    | NEAT                     |
| 680515 | 2002 OB32                | 6 novembre 2008   | Spacewatch               |
| 680516 | 2002 OS34                | 7 luglio 2002     | Spacewatch               |
| 680517 | 2002 OJ35                | 21 giugno 2007    | Mount Lemmon Survey      |
| 680518 | 2002 ON36                | 12 febbraio 2009  | F. Hormuth, J. C. Datson |
| 680519 | 2002 OP38                | 20 luglio 2002    | NEAT                     |
| 680520 | 2002 PN1                 | 18 luglio 2002    | LINEAR                   |
| 680521 | 2002 PS107               | 13 agosto 2002    | NEAT                     |
| 680522 | 2002 PX150               | 29 luglio 2002    | NEAT                     |
| 680523 | 2002 PX164               | 12 agosto 2002    | LINEAR                   |
| 680524 | 2002 PN170               | 21 luglio 2002    | NEAT                     |
| 680525 | 2002 PQ182               | 13 agosto 2002    | NEAT                     |
| 680526 | 2002 PF183               | 20 ottobre 2007   | Mount Lemmon Survey      |
| 680527 | 2002 PN191               | 7 maggio 2007     | Spacewatch               |
| 680528 | 2002 PS191               | 20 gennaio 2009   | Mount Lemmon Survey      |
| 680529 | 2002 PX195               | 5 settembre 2008  | Spacewatch               |
| 680530 | 2002 PH196               | 19 settembre 2007 | Spacewatch               |
| 680531 | 2002 PP199               | 29 gennaio 2011   | Spacewatch               |
| 680532 | 2002 PS203               | 30 aprile 2005    | Spacewatch               |
| 680533 | 2002 PH204               | 8 febbraio 2011   | Mount Lemmon Survey      |
| 680534 | 2002 QA20                | 28 agosto 2002    | NEAT                     |
| 680535 | 2002 QC26                | 29 agosto 2002    | Spacewatch               |
| 680536 | 2002 QU52                | 29 agosto 2002    | NEAT                     |
| 680537 | 2002 QP59                | 21 luglio 2002    | NEAT                     |
| 680538 | 2002 QO63                | 11 agosto 2002    | NEAT                     |
| 680539 | 2002 QD76                | 16 agosto 2002    | AMOS                     |
| 680540 | 2002 QP84                | 19 agosto 2002    | NEAT                     |
| 680541 | 2002 QA90                | 19 agosto 2002    | NEAT                     |
| 680542 | 2002 QR95                | 11 agosto 2002    | NEAT                     |
| 680543 | 2002 QX105               | 15 agosto 2002    | LONEOS                   |
| 680544 | 2002 QM111               | 19 agosto 2002    | NEAT                     |
| 680545 | 2002 QW116               | 18 agosto 2002    | NEAT                     |
| 680546 | 2002 QU117               | 16 agosto 2002    | NEAT                     |
| 680547 | 2002 QC121               | 19 settembre 1998 | SDSS Collaboration       |
| 680548 | 2002 QP122               | 15 agosto 2002    | NEAT                     |
| 680549 | 2002 QD125               | 8 agosto 2002     | NEAT                     |
| 680550 | 2002 QZ125               | 14 novembre 2007  | Mount Lemmon Survey      |
| 680551 | 2002 QF126               | 27 agosto 2002    | NEAT                     |
| 680552 | 2002 QH126               | 23 luglio 2002    | NEAT                     |
| 680553 | 2002 QJ140               | 30 agosto 2002    | Spacewatch               |
| 680554 | 2002 QU143               | 8 agosto 2002     | NEAT                     |
| 680555 | 2002 QJ147               | 23 settembre 2008 | Mount Lemmon Survey      |
| 680556 | 2002 QJ148               | 30 settembre 2008 | Mount Lemmon Survey      |
| 680557 | 2002 QN149               | 18 novembre 2003  | Spacewatch               |
| 680558 | 2002 QT149               | 7 settembre 2008  | Mount Lemmon Survey      |
| 680559 | 2002 QK153               | 23 giugno 2009    | Mount Lemmon Survey      |
| 680560 | 2002 QS154               | 6 novembre 2008   | Mount Lemmon Survey      |
| 680561 | 2002 QJ155               | 29 aprile 2008    | Spacewatch               |
| 680562 | 2002 QS156               | 3 agosto 2002     | NEAT                     |
| 680563 | 2002 QY157               | 6 aprile 2013     | Mount Lemmon Survey      |
| 680564 | 2002 QH158               | 25 aprile 2007    | Mount Lemmon Survey      |
| 680565 | 2002 QS158               | 5 luglio 2016     | Pan-STARRS               |
| 680566 | 2002 RM1                 | 20 luglio 2002    | NEAT                     |
| 680567 | 2002 RN125               | 3 settembre 2002  | NEAT                     |
| 680568 | 2002 RC142               | 11 settembre 2002 | NEAT                     |
| 680569 | 2002 RJ145               | 11 settembre 2002 | NEAT                     |
| 680570 | 2002 RE191               | 15 settembre 2002 | AMOS                     |
| 680571 | 2002 RK219               | 19 agosto 2002    | NEAT                     |
| 680572 | 2002 RL222               | 15 settembre 2002 | AMOS                     |
| 680573 | 2002 RO227               | 14 settembre 2002 | NEAT                     |
| 680574 | 2002 RT247               | 1 settembre 2002  | AMOS                     |
| 680575 | 2002 RO252               | 29 dicembre 2003  | Spacewatch               |
| 680576 | 2002 RO254               | 12 settembre 2002 | NEAT                     |
| 680577 | 2002 RQ254               | 30 gennaio 2004   | Spacewatch               |
| 680578 | 2002 RK257               | 7 maggio 2006     | Spacewatch               |
| 680579 | 2002 RV260               | 9 ottobre 2002    | Spacewatch               |
| 680580 | 2002 RE261               | 11 settembre 2002 | NEAT                     |
| 680581 | 2002 RK273               | 1 settembre 2002  | NEAT                     |
| 680582 | 2002 RC274               | 18 agosto 2002    | NEAT                     |
| 680583 | 2002 RA275               | 5 aprile 2005     | Mount Lemmon Survey      |
| 680584 | 2002 RF279               | 3 settembre 2002  | NEAT                     |
| 680585 | 2002 RA280               | 4 dicembre 2007   | Mount Lemmon Survey      |
| 680586 | 2002 RJ280               | 18 dicembre 2007  | Spacewatch               |
| 680587 | 2002 RE286               | 18 dicembre 2007  | Spacewatch               |
| 680588 | 2002 RJ286               | 23 settembre 2008 | Mount Lemmon Survey      |
| 680589 | 2002 RK286               | 27 agosto 2009    | R. Matson                |
| 680590 | 2002 RP287               | 12 settembre 2002 | NEAT                     |
| 680591 | 2002 RD290               | 5 maggio 2010     | Mount Lemmon Survey      |
| 680592 | 2002 RE293               | 25 maggio 2007    | Mount Lemmon Survey      |
| 680593 | 2002 RL293               | 20 maggio 2012    | Pan-STARRS               |
| 680594 | 2002 RE294               | 26 novembre 2012  | Mount Lemmon Survey      |
| 680595 | 2002 RJ294               | 28 ottobre 2013   | CSS                      |
| 680596 | 2002 RW296               | 8 ottobre 2013    | Spacewatch               |
| 680597 | 2002 RE297               | 12 ottobre 2009   | Mount Lemmon Survey      |
| 680598 | 2002 RU297               | 17 gennaio 2004   | Spacewatch               |
| 680599 | 2002 RZ297               | 4 marzo 2011      | Mount Lemmon Survey      |
| 680600 | 2002 RL298               | 22 settembre 2014 | Pan-STARRS               |

## 680601–680700
| Nome   | Designazione provvisoria | Data di scoperta  | Scopritore                              |
| ------ | ------------------------ | ----------------- | --------------------------------------- |
| 680601 | 2002 RG299               | 8 aprile 2010     | Mount Lemmon Survey                     |
| 680602 | 2002 RP300               | 4 luglio 2016     | Pan-STARRS                              |
| 680603 | 2002 SP39                | 26 settembre 2002 | NEAT                                    |
| 680604 | 2002 SK67                | 15 settembre 2002 | NEAT                                    |
| 680605 | 2002 SH73                | 5 settembre 2007  | Mount Lemmon Survey                     |
| 680606 | 2002 TB99                | 3 ottobre 2002    | LINEAR                                  |
| 680607 | 2002 TC140               | 3 ottobre 2002    | LINEAR                                  |
| 680608 | 2002 TT145               | 3 ottobre 2002    | CINEOS                                  |
| 680609 | 2002 TM154               | 3 settembre 2002  | NEAT                                    |
| 680610 | 2002 TL161               | 5 ottobre 2002    | NEAT                                    |
| 680611 | 2002 TQ163               | 5 ottobre 2002    | NEAT                                    |
| 680612 | 2002 TF256               | 3 ottobre 2002    | LINEAR                                  |
| 680613 | 2002 TG273               | 4 ottobre 2002    | LINEAR                                  |
| 680614 | 2002 TO379               | 13 dicembre 2006  | Spacewatch                              |
| 680615 | 2002 TT381               | 9 marzo 2005      | Mount Lemmon Survey                     |
| 680616 | 2002 TH383               | 5 ottobre 2002    | LONEOS                                  |
| 680617 | 2002 TM386               | 3 febbraio 2009   | Mount Lemmon Survey                     |
| 680618 | 2002 TG389               | 22 novembre 2006  | Spacewatch                              |
| 680619 | 2002 TM389               | 30 settembre 2006 | Mount Lemmon Survey                     |
| 680620 | 2002 TG390               | 1 settembre 2013  | Mount Lemmon Survey                     |
| 680621 | 2002 TE391               | 3 maggio 2008     | Mount Lemmon Survey                     |
| 680622 | 2002 TX392               | 11 ottobre 2015   | W. Bickel                               |
| 680623 | 2002 TE393               | 6 novembre 2010   | Mount Lemmon Survey                     |
| 680624 | 2002 TJ393               | 22 settembre 2014 | Pan-STARRS                              |
| 680625 | 2002 TN393               | 17 dicembre 2009  | Spacewatch                              |
| 680626 | 2002 TY393               | 11 giugno 2015    | Pan-STARRS                              |
| 680627 | 2002 UH1                 | 15 ottobre 2002   | NEAT                                    |
| 680628 | 2002 UK1                 | 28 ottobre 2002   | Spacewatch                              |
| 680629 | 2002 UD75                | 1 settembre 2005  | NEAT                                    |
| 680630 | 2002 UU77                | 10 maggio 2005    | M. W. Buie, L. H. Wasserman             |
| 680631 | 2002 UJ79                | 11 gennaio 2018   | Pan-STARRS                              |
| 680632 | 2002 UR80                | 15 aprile 2012    | Pan-STARRS                              |
| 680633 | 2002 VD1                 | 1 novembre 2002   | Osservatorio del Roque de los Muchachos |
| 680634 | 2002 VX2                 | 4 novembre 2002   | J. W. Young                             |
| 680635 | 2002 VK57                | 6 novembre 2002   | AMOS                                    |
| 680636 | 2002 VZ111               | 13 novembre 2002  | Spacewatch                              |
| 680637 | 2002 VF117               | 13 novembre 2002  | NEAT                                    |
| 680638 | 2002 VV137               | 13 novembre 2002  | NEAT                                    |
| 680639 | 2002 VN149               | 22 settembre 2009 | Mount Lemmon Survey                     |
| 680640 | 2002 VY151               | 1 novembre 2002   | Osservatorio del Roque de los Muchachos |
| 680641 | 2002 VC154               | 20 luglio 2013    | Pan-STARRS                              |
| 680642 | 2002 VE154               | 24 gennaio 2014   | Pan-STARRS                              |
| 680643 | 2002 WO22                | 30 settembre 2006 | Mount Lemmon Survey                     |
| 680644 | 2002 WN23                | 19 settembre 2006 | Spacewatch                              |
| 680645 | 2002 WC33                | 8 novembre 2007   | Spacewatch                              |
| 680646 | 2002 XN15                | 12 novembre 2002  | LINEAR                                  |
| 680647 | 2002 XY121               | 23 dicembre 2006  | Mount Lemmon Survey                     |
| 680648 | 2002 XH122               | 13 aprile 2011    | Mount Lemmon Survey                     |
| 680649 | 2002 XC123               | 13 ottobre 2013   | Mount Lemmon Survey                     |
| 680650 | 2002 XE123               | 12 novembre 2006  | Mount Lemmon Survey                     |
| 680651 | 2002 XL123               | 19 luglio 2001    | LONEOS                                  |
| 680652 | 2002 XX123               | 4 agosto 2013     | Pan-STARRS                              |
| 680653 | 2002 XM124               | 3 ottobre 2013    | Spacewatch                              |
| 680654 | 2002 XU124               | 27 luglio 2017    | Pan-STARRS                              |
| 680655 | 2002 YD25                | 31 dicembre 2002  | LINEAR                                  |
| 680656 | 2002 YW33                | 31 dicembre 2002  | LINEAR                                  |
| 680657 | 2003 AG95                | 11 gennaio 2003   | Spacewatch                              |
| 680658 | 2003 BP23                | 25 gennaio 2003   | NEAT                                    |
| 680659 | 2003 BU84                | 31 gennaio 2003   | NEAT                                    |
| 680660 | 2003 BN95                | 14 giugno 2004    | Spacewatch                              |
| 680661 | 2003 BA96                | 28 gennaio 2011   | Mount Lemmon Survey                     |
| 680662 | 2003 BE96                | 2 ottobre 2006    | Mount Lemmon Survey                     |
| 680663 | 2003 BH98                | 13 novembre 2012  | Spacewatch                              |
| 680664 | 2003 BK100               | 8 dicembre 2017   | Pan-STARRS                              |
| 680665 | 2003 BL100               | 9 gennaio 2014    | Mount Lemmon Survey                     |
| 680666 | 2003 BE101               | 2 ottobre 2016    | Mount Lemmon Survey                     |
| 680667 | 2003 BG101               | 26 novembre 2014  | Pan-STARRS                              |
| 680668 | 2003 BQ101               | 25 settembre 2005 | Spacewatch                              |
| 680669 | 2003 BB102               | 21 marzo 2017     | Mount Lemmon Survey                     |
| 680670 | 2003 CQ26                | 12 settembre 2005 | Spacewatch                              |
| 680671 | 2003 CR26                | 19 dicembre 2007  | Spacewatch                              |
| 680672 | 2003 CC27                | 3 gennaio 2016    | Pan-STARRS                              |
| 680673 | 2003 CU27                | 22 ottobre 2009   | Mount Lemmon Survey                     |
| 680674 | 2003 DP6                 | 23 febbraio 2003  | CINEOS                                  |
| 680675 | 2003 DR25                | 9 settembre 2015  | Pan-STARRS                              |
| 680676 | 2003 EZ54                | 8 marzo 2003      | Kitt Peak Obs.                          |
| 680677 | 2003 EA64                | 13 marzo 2003     | Spacewatch                              |
| 680678 | 2003 EY64                | 6 febbraio 2007   | Spacewatch                              |
| 680679 | 2003 FJ                  | 23 marzo 2003     | NEAT                                    |
| 680680 | 2003 FR35                | 23 marzo 2003     | Spacewatch                              |
| 680681 | 2003 FK55                | 26 marzo 2003     | NEAT                                    |
| 680682 | 2003 FN124               | 31 marzo 2003     | Spacewatch                              |
| 680683 | 2003 FO125               | 30 marzo 2003     | M. W. Buie, A. B. Jordan                |
| 680684 | 2003 FR132               | 29 marzo 2003     | LONEOS                                  |
| 680685 | 2003 FR134               | 27 marzo 2003     | NEAT                                    |
| 680686 | 2003 FW134               | 11 novembre 2006  | Spacewatch                              |
| 680687 | 2003 FE135               | 23 marzo 2003     | SDSS Collaboration                      |
| 680688 | 2003 FA136               | 14 dicembre 2006  | Spacewatch                              |
| 680689 | 2003 FL136               | 24 settembre 2011 | Pan-STARRS                              |
| 680690 | 2003 FC137               | 14 febbraio 2016  | Pan-STARRS                              |
| 680691 | 2003 FG138               | 24 marzo 2003     | Spacewatch                              |
| 680692 | 2003 FO138               | 27 marzo 2003     | Spacewatch                              |
| 680693 | 2003 FZ138               | 8 maggio 2014     | Pan-STARRS                              |
| 680694 | 2003 FC139               | 7 luglio 2014     | Pan-STARRS                              |
| 680695 | 2003 FO140               | 11 novembre 2010  | Mount Lemmon Survey                     |
| 680696 | 2003 FV140               | 20 aprile 2017    | Pan-STARRS                              |
| 680697 | 2003 FX140               | 11 settembre 2015 | Pan-STARRS                              |
| 680698 | 2003 FZ140               | 12 marzo 2010     | Spacewatch                              |
| 680699 | 2003 FB141               | 21 settembre 2011 | Spacewatch                              |
| 680700 | 2003 FP141               | 23 marzo 2003     | SDSS Collaboration                      |

## 680701–680800
| Nome   | Designazione provvisoria | Data di scoperta  | Scopritore          |
| ------ | ------------------------ | ----------------- | ------------------- |
| 680701 | 2003 GB52                | 10 ottobre 1994   | Spacewatch          |
| 680702 | 2003 GR58                | 10 febbraio 2010  | Spacewatch          |
| 680703 | 2003 GM59                | 20 ottobre 2011   | Mount Lemmon Survey |
| 680704 | 2003 GW59                | 1 novembre 2015   | Mount Lemmon Survey |
| 680705 | 2003 GA60                | 12 ottobre 2010   | Spacewatch          |
| 680706 | 2003 GB60                | 5 settembre 2004  | SSS                 |
| 680707 | 2003 GM60                | 14 dicembre 2015  | Pan-STARRS          |
| 680708 | 2003 GS60                | 9 aprile 2010     | Mount Lemmon Survey |
| 680709 | 2003 GW60                | 3 novembre 2015   | Mount Lemmon Survey |
| 680710 | 2003 GC62                | 18 settembre 2012 | Mount Lemmon Survey |
| 680711 | 2003 GF62                | 17 febbraio 2013  | Mount Lemmon Survey |
| 680712 | 2003 GK62                | 8 aprile 2003     | Spacewatch          |
| 680713 | 2003 GZ62                | 1 aprile 2003     | SDSS Collaboration  |
| 680714 | 2003 GM66                | 15 agosto 2004    | Cerro Tololo Obs.   |
| 680715 | 2003 GV66                | 10 aprile 2003    | Spacewatch          |
| 680716 | 2003 HU17                | 25 aprile 2003    | Spacewatch          |
| 680717 | 2003 HB60                | 15 aprile 2008    | Mount Lemmon Survey |
| 680718 | 2003 HK60                | 30 aprile 2014    | Pan-STARRS          |
| 680719 | 2003 HQ60                | 1 aprile 2008     | Mount Lemmon Survey |
| 680720 | 2003 HA62                | 7 maggio 2014     | Pan-STARRS          |
| 680721 | 2003 HL62                | 24 aprile 2003    | Spacewatch          |
| 680722 | 2003 JM20                | 1 maggio 2003     | Spacewatch          |
| 680723 | 2003 KJ40                | 25 maggio 2003    | Spacewatch          |
| 680724 | 2003 LZ5                 | 7 giugno 2003     | Spacewatch          |
| 680725 | 2003 LP10                | 19 ottobre 2017   | Mount Lemmon Survey |
| 680726 | 2003 MH12                | 29 giugno 2003    | LINEAR              |
| 680727 | 2003 NC11                | 3 luglio 2003     | Spacewatch          |
| 680728 | 2003 NS13                | 4 luglio 2016     | Pan-STARRS          |
| 680729 | 2003 NU13                | 16 gennaio 2015   | Pan-STARRS          |
| 680730 | 2003 NK14                | 15 ottobre 2007   | Mount Lemmon Survey |
| 680731 | 2003 NT14                | 28 gennaio 2015   | Pan-STARRS          |
| 680732 | 2003 NY14                | 5 luglio 2003     | Spacewatch          |
| 680733 | 2003 OG15                | 23 luglio 2003    | D. Polishook        |
| 680734 | 2003 OQ18                | 8 luglio 2003     | NEAT                |
| 680735 | 2003 OQ35                | 23 luglio 2003    | NEAT                |
| 680736 | 2003 PL10                | 5 agosto 2003     | Spacewatch          |
| 680737 | 2003 PW10                | 5 agosto 2003     | Spacewatch          |
| 680738 | 2003 QE28                | 20 agosto 2003    | B. Christophe       |
| 680739 | 2003 QX85                | 25 agosto 2003    | Cerro Tololo Obs.   |
| 680740 | 2003 QR92                | 27 agosto 2003    | NEAT                |
| 680741 | 2003 QV92                | 27 agosto 2003    | NEAT                |
| 680742 | 2003 QF98                | 30 agosto 2003    | Spacewatch          |
| 680743 | 2003 QN118               | 26 agosto 2003    | Cerro Tololo Obs.   |
| 680744 | 2003 QP121               | 10 ottobre 2016   | Pan-STARRS          |
| 680745 | 2003 QW122               | 1 settembre 2014  | CSS                 |
| 680746 | 2003 QA123               | 20 agosto 2003    | CINEOS              |
| 680747 | 2003 QL123               | 28 novembre 2013  | Mount Lemmon Survey |
| 680748 | 2003 QE125               | 26 agosto 2003    | Cerro Tololo Obs.   |
| 680749 | 2003 QC126               | 23 agosto 2003    | NEAT                |
| 680750 | 2003 QY126               | 23 febbraio 2012  | Mount Lemmon Survey |
| 680751 | 2003 RD28                | 4 settembre 2003  | Spacewatch          |
| 680752 | 2003 RE28                | 4 settembre 2003  | Spacewatch          |
| 680753 | 2003 RO28                | 5 luglio 2016     | Pan-STARRS          |
| 680754 | 2003 SG8                 | 16 settembre 2003 | Spacewatch          |
| 680755 | 2003 SJ12                | 16 settembre 2003 | Spacewatch          |
| 680756 | 2003 SX19                | 16 settembre 2003 | Spacewatch          |
| 680757 | 2003 SF28                | 18 settembre 2003 | NEAT                |
| 680758 | 2003 SH35                | 18 settembre 2003 | Spacewatch          |
| 680759 | 2003 SP63                | 17 settembre 2003 | Spacewatch          |
| 680760 | 2003 SB68                | 17 settembre 2003 | Spacewatch          |
| 680761 | 2003 SZ94                | 19 settembre 2003 | Spacewatch          |
| 680762 | 2003 SU106               | 20 settembre 2003 | Spacewatch          |
| 680763 | 2003 SU108               | 21 settembre 2003 | Spacewatch          |
| 680764 | 2003 SN113               | 16 settembre 2003 | Spacewatch          |
| 680765 | 2003 SF115               | 16 settembre 2003 | Spacewatch          |
| 680766 | 2003 SC194               | 20 settembre 2003 | Spacewatch          |
| 680767 | 2003 SH239               | 18 settembre 2003 | Spacewatch          |
| 680768 | 2003 SJ268               | 29 settembre 2003 | Spacewatch          |
| 680769 | 2003 SZ278               | 30 settembre 2003 | Spacewatch          |
| 680770 | 2003 SU301               | 20 settembre 2003 | Spacewatch          |
| 680771 | 2003 SL311               | 21 settembre 2003 | Spacewatch          |
| 680772 | 2003 SH335               | 26 settembre 2003 | SDSS Collaboration  |
| 680773 | 2003 SY340               | 16 settembre 2003 | Spacewatch          |
| 680774 | 2003 SC342               | 17 settembre 2003 | Spacewatch          |
| 680775 | 2003 SG344               | 17 settembre 2003 | Spacewatch          |
| 680776 | 2003 SS347               | 18 settembre 2003 | Spacewatch          |
| 680777 | 2003 ST350               | 19 settembre 2003 | Spacewatch          |
| 680778 | 2003 SF355               | 25 settembre 2003 | NEAT                |
| 680779 | 2003 SE361               | 22 settembre 2003 | Spacewatch          |
| 680780 | 2003 SL364               | 26 settembre 2003 | SDSS Collaboration  |
| 680781 | 2003 SK370               | 26 settembre 2003 | SDSS Collaboration  |
| 680782 | 2003 SF373               | 26 settembre 2003 | SDSS Collaboration  |
| 680783 | 2003 SM376               | 26 settembre 2003 | SDSS Collaboration  |
| 680784 | 2003 SM380               | 29 settembre 2003 | Spacewatch          |
| 680785 | 2003 SW380               | 26 settembre 2003 | SDSS Collaboration  |
| 680786 | 2003 SP381               | 26 settembre 2003 | SDSS Collaboration  |
| 680787 | 2003 SQ382               | 30 settembre 2003 | Spacewatch          |
| 680788 | 2003 SY383               | 26 settembre 2003 | SDSS Collaboration  |
| 680789 | 2003 SR385               | 26 settembre 2003 | SDSS Collaboration  |
| 680790 | 2003 SE386               | 26 settembre 2003 | SDSS Collaboration  |
| 680791 | 2003 ST392               | 26 settembre 2003 | SDSS Collaboration  |
| 680792 | 2003 SK402               | 26 settembre 2003 | SDSS Collaboration  |
| 680793 | 2003 SN403               | 27 settembre 2003 | Spacewatch          |
| 680794 | 2003 SR404               | 20 ottobre 2003   | Spacewatch          |
| 680795 | 2003 SY405               | 27 settembre 2003 | SDSS Collaboration  |
| 680796 | 2003 SU406               | 11 dicembre 2004  | Spacewatch          |
| 680797 | 2003 SU407               | 27 settembre 2003 | SDSS Collaboration  |
| 680798 | 2003 SR410               | 28 settembre 2003 | Spacewatch          |
| 680799 | 2003 SE417               | 5 ottobre 2003    | Spacewatch          |
| 680800 | 2003 SG422               | 26 settembre 2003 | SDSS Collaboration  |

## 680801–680900
| Nome   | Designazione provvisoria | Data di scoperta  | Scopritore                  |
| ------ | ------------------------ | ----------------- | --------------------------- |
| 680801 | 2003 SJ425               | 26 settembre 2003 | SDSS Collaboration          |
| 680802 | 2003 SB434               | 4 febbraio 2005   | Spacewatch                  |
| 680803 | 2003 SE435               | 4 settembre 2014  | Pan-STARRS                  |
| 680804 | 2003 SU436               | 18 aprile 2012    | Spacewatch                  |
| 680805 | 2003 SC438               | 18 aprile 2007    | Mount Lemmon Survey         |
| 680806 | 2003 SN438               | 6 dicembre 2008   | Spacewatch                  |
| 680807 | 2003 SV439               | 19 settembre 2014 | Pan-STARRS                  |
| 680808 | 2003 SY442               | 21 settembre 2012 | Spacewatch                  |
| 680809 | 2003 SO443               | 19 gennaio 2012   | Pan-STARRS                  |
| 680810 | 2003 SR445               | 15 settembre 2006 | Spacewatch                  |
| 680811 | 2003 SP447               | 30 settembre 2003 | Spacewatch                  |
| 680812 | 2003 SY449               | 20 settembre 2003 | Spacewatch                  |
| 680813 | 2003 SL451               | 29 febbraio 2012  | Mount Lemmon Survey         |
| 680814 | 2003 ST451               | 27 aprile 2012    | Pan-STARRS                  |
| 680815 | 2003 SK452               | 18 settembre 2003 | Spacewatch                  |
| 680816 | 2003 SM452               | 1 febbraio 2012   | Mount Lemmon Survey         |
| 680817 | 2003 SF453               | 19 maggio 2018    | Pan-STARRS                  |
| 680818 | 2003 SH454               | 29 settembre 2003 | Spacewatch                  |
| 680819 | 2003 ST457               | 24 marzo 2012     | Mount Lemmon Survey         |
| 680820 | 2003 SE458               | 26 ottobre 2009   | Mount Lemmon Survey         |
| 680821 | 2003 SF458               | 18 settembre 2003 | Spacewatch                  |
| 680822 | 2003 SL458               | 30 gennaio 2011   | Spacewatch                  |
| 680823 | 2003 SQ459               | 1 giugno 2011     | ESA OGS                     |
| 680824 | 2003 SZ459               | 24 agosto 2012    | Spacewatch                  |
| 680825 | 2003 SH460               | 13 ottobre 2017   | Mount Lemmon Survey         |
| 680826 | 2003 SB461               | 24 agosto 2008    | Spacewatch                  |
| 680827 | 2003 SK461               | 25 agosto 2014    | Pan-STARRS                  |
| 680828 | 2003 SU461               | 2 febbraio 2006   | Mount Lemmon Survey         |
| 680829 | 2003 SK463               | 27 ottobre 2008   | Spacewatch                  |
| 680830 | 2003 SG464               | 21 settembre 2003 | Spacewatch                  |
| 680831 | 2003 SU465               | 28 settembre 2003 | Spacewatch                  |
| 680832 | 2003 SJ468               | 17 settembre 2003 | Spacewatch                  |
| 680833 | 2003 SB469               | 30 settembre 2003 | Spacewatch                  |
| 680834 | 2003 SU469               | 22 settembre 2003 | Spacewatch                  |
| 680835 | 2003 SP472               | 18 settembre 2003 | Spacewatch                  |
| 680836 | 2003 SG477               | 28 settembre 2003 | Spacewatch                  |
| 680837 | 2003 SR477               | 20 settembre 2003 | Spacewatch                  |
| 680838 | 2003 TD24                | 1 ottobre 2003    | Spacewatch                  |
| 680839 | 2003 TV24                | 1 ottobre 2003    | Spacewatch                  |
| 680840 | 2003 TS27                | 1 ottobre 2003    | Spacewatch                  |
| 680841 | 2003 TU28                | 1 ottobre 2003    | Spacewatch                  |
| 680842 | 2003 TM33                | 1 ottobre 2003    | Spacewatch                  |
| 680843 | 2003 TV33                | 1 ottobre 2003    | Spacewatch                  |
| 680844 | 2003 TM34                | 1 ottobre 2003    | Spacewatch                  |
| 680845 | 2003 TW44                | 3 ottobre 2003    | Spacewatch                  |
| 680846 | 2003 TX44                | 3 ottobre 2003    | Spacewatch                  |
| 680847 | 2003 TS60                | 29 maggio 2008    | Mount Lemmon Survey         |
| 680848 | 2003 TU62                | 1 ottobre 2003    | Spacewatch                  |
| 680849 | 2003 TV62                | 1 ottobre 2003    | Spacewatch                  |
| 680850 | 2003 TF63                | 27 luglio 2014    | Pan-STARRS                  |
| 680851 | 2003 TN63                | 8 ottobre 2012    | Pan-STARRS                  |
| 680852 | 2003 TZ65                | 2 ottobre 2003    | Spacewatch                  |
| 680853 | 2003 UK10                | 18 ottobre 2003   | NEAT                        |
| 680854 | 2003 UW12                | 20 settembre 2003 | NEAT                        |
| 680855 | 2003 UE31                | 16 ottobre 2003   | Spacewatch                  |
| 680856 | 2003 UQ31                | 28 settembre 2003 | Spacewatch                  |
| 680857 | 2003 US68                | 18 ottobre 2003   | Spacewatch                  |
| 680858 | 2003 UO69                | 18 ottobre 2003   | Spacewatch                  |
| 680859 | 2003 UE73                | 19 ottobre 2003   | Spacewatch                  |
| 680860 | 2003 UL103               | 20 ottobre 2003   | Spacewatch                  |
| 680861 | 2003 UK124               | 25 settembre 2003 | NEAT                        |
| 680862 | 2003 UX176               | 16 ottobre 2003   | Spacewatch                  |
| 680863 | 2003 UF199               | 28 settembre 2003 | Spacewatch                  |
| 680864 | 2003 UU233               | 16 ottobre 2003   | Spacewatch                  |
| 680865 | 2003 UD239               | 22 settembre 2003 | Spacewatch                  |
| 680866 | 2003 UY269               | 24 ottobre 2003   | W. Bickel                   |
| 680867 | 2003 UT294               | 16 ottobre 2003   | Spacewatch                  |
| 680868 | 2003 US304               | 18 ottobre 2003   | Spacewatch                  |
| 680869 | 2003 UM307               | 18 ottobre 2003   | Spacewatch                  |
| 680870 | 2003 UW309               | 16 ottobre 2003   | NEAT                        |
| 680871 | 2003 UR310               | 30 settembre 2003 | Spacewatch                  |
| 680872 | 2003 UU321               | 28 settembre 2003 | Spacewatch                  |
| 680873 | 2003 UP322               | 16 ottobre 2003   | Spacewatch                  |
| 680874 | 2003 UK323               | 27 settembre 2003 | Spacewatch                  |
| 680875 | 2003 UO325               | 17 settembre 2003 | Spacewatch                  |
| 680876 | 2003 UD327               | 17 ottobre 2003   | SDSS Collaboration          |
| 680877 | 2003 UU329               | 18 settembre 2003 | Spacewatch                  |
| 680878 | 2003 UC330               | 17 ottobre 2003   | Spacewatch                  |
| 680879 | 2003 UN330               | 17 ottobre 2003   | Spacewatch                  |
| 680880 | 2003 UA335               | 18 ottobre 2003   | SDSS Collaboration          |
| 680881 | 2003 UX341               | 4 settembre 2003  | Spacewatch                  |
| 680882 | 2003 UW346               | 19 ottobre 2003   | SDSS Collaboration          |
| 680883 | 2003 UL348               | 19 ottobre 2003   | SDSS Collaboration          |
| 680884 | 2003 UE353               | 19 ottobre 2003   | SDSS Collaboration          |
| 680885 | 2003 UV354               | 19 ottobre 2003   | Spacewatch                  |
| 680886 | 2003 UV362               | 20 ottobre 2003   | Spacewatch                  |
| 680887 | 2003 UO364               | 2 febbraio 2005   | Spacewatch                  |
| 680888 | 2003 US368               | 21 ottobre 2003   | Spacewatch                  |
| 680889 | 2003 UB373               | 20 novembre 2004  | Spacewatch                  |
| 680890 | 2003 UE375               | 26 settembre 2003 | SDSS Collaboration          |
| 680891 | 2003 UZ385               | 11 marzo 2005     | M. W. Buie, L. H. Wasserman |
| 680892 | 2003 UP391               | 22 ottobre 2003   | SDSS Collaboration          |
| 680893 | 2003 UN392               | 22 ottobre 2003   | SDSS Collaboration          |
| 680894 | 2003 UH394               | 30 settembre 2003 | SDSS Collaboration          |
| 680895 | 2003 UB395               | 16 marzo 2005     | Mount Lemmon Survey         |
| 680896 | 2003 UL396               | 22 ottobre 2003   | SDSS Collaboration          |
| 680897 | 2003 UW396               | 22 ottobre 2003   | SDSS Collaboration          |
| 680898 | 2003 UB398               | 19 gennaio 2005   | Spacewatch                  |
| 680899 | 2003 UX400               | 13 dicembre 2004  | Spacewatch                  |
| 680900 | 2003 UB405               | 23 ottobre 2003   | SDSS Collaboration          |

## 680901–681000
| Nome   | Designazione provvisoria | Data di scoperta  | Scopritore          |
| ------ | ------------------------ | ----------------- | ------------------- |
| 680901 | 2003 US407               | 23 ottobre 2003   | SDSS Collaboration  |
| 680902 | 2003 UH410               | 23 ottobre 2003   | SDSS Collaboration  |
| 680903 | 2003 UO410               | 23 ottobre 2003   | SDSS Collaboration  |
| 680904 | 2003 UW410               | 23 ottobre 2003   | SDSS Collaboration  |
| 680905 | 2003 UX411               | 23 ottobre 2003   | SDSS Collaboration  |
| 680906 | 2003 UX416               | 23 ottobre 2003   | SDSS Collaboration  |
| 680907 | 2003 UA420               | 7 ottobre 2008    | Mount Lemmon Survey |
| 680908 | 2003 UH420               | 30 gennaio 2011   | Spacewatch          |
| 680909 | 2003 UE421               | 7 ottobre 1996    | Spacewatch          |
| 680910 | 2003 UA422               | 19 ottobre 2003   | Spacewatch          |
| 680911 | 2003 UA424               | 17 gennaio 2005   | Spacewatch          |
| 680912 | 2003 UB424               | 5 dicembre 2008   | Spacewatch          |
| 680913 | 2003 UF424               | 21 ottobre 2003   | Spacewatch          |
| 680914 | 2003 UK424               | 25 dicembre 2013  | Mount Lemmon Survey |
| 680915 | 2003 UL424               | 13 ottobre 2014   | Mount Lemmon Survey |
| 680916 | 2003 UO424               | 8 ottobre 2012    | Pan-STARRS          |
| 680917 | 2003 US424               | 26 febbraio 2014  | Pan-STARRS          |
| 680918 | 2003 UD426               | 6 settembre 2008  | Mount Lemmon Survey |
| 680919 | 2003 UE426               | 23 marzo 2012     | Mount Lemmon Survey |
| 680920 | 2003 UF426               | 17 ottobre 2012   | Pan-STARRS          |
| 680921 | 2003 UU426               | 25 aprile 2015    | Pan-STARRS          |
| 680922 | 2003 UE427               | 5 ottobre 2012    | Pan-STARRS          |
| 680923 | 2003 UW428               | 23 marzo 2006     | Mount Lemmon Survey |
| 680924 | 2003 UC430               | 17 marzo 2015     | Pan-STARRS          |
| 680925 | 2003 UF430               | 14 aprile 2015    | Mount Lemmon Survey |
| 680926 | 2003 UJ430               | 17 ottobre 2012   | Pan-STARRS          |
| 680927 | 2003 UW431               | 23 ottobre 2003   | SDSS Collaboration  |
| 680928 | 2003 UE432               | 15 dicembre 2009  | Mount Lemmon Survey |
| 680929 | 2003 UF432               | 5 giugno 2014     | Pan-STARRS          |
| 680930 | 2003 UX432               | 25 settembre 2014 | Spacewatch          |
| 680931 | 2003 UC433               | 27 gennaio 2011   | Mount Lemmon Survey |
| 680932 | 2003 UA434               | 15 aprile 2018    | Mount Lemmon Survey |
| 680933 | 2003 UR434               | 4 settembre 2007  | Mount Lemmon Survey |
| 680934 | 2003 UN435               | 10 gennaio 2014   | Mount Lemmon Survey |
| 680935 | 2003 UA438               | 21 novembre 2009  | Spacewatch          |
| 680936 | 2003 UH438               | 1 ottobre 2014    | Pan-STARRS          |
| 680937 | 2003 UL438               | 19 giugno 2013    | Pan-STARRS          |
| 680938 | 2003 UN438               | 13 marzo 2010     | Mount Lemmon Survey |
| 680939 | 2003 UP440               | 16 ottobre 2003   | Spacewatch          |
| 680940 | 2003 UP441               | 24 settembre 2008 | Mount Lemmon Survey |
| 680941 | 2003 UW443               | 28 marzo 2015     | Pan-STARRS          |
| 680942 | 2003 UF444               | 29 ottobre 2003   | Spacewatch          |
| 680943 | 2003 UO444               | 16 ottobre 2003   | NEAT                |
| 680944 | 2003 UW444               | 21 ottobre 2003   | Spacewatch          |
| 680945 | 2003 UA445               | 22 ottobre 2003   | Spacewatch          |
| 680946 | 2003 UC445               | 18 ottobre 2003   | Spacewatch          |
| 680947 | 2003 UH446               | 21 ottobre 2003   | Spacewatch          |
| 680948 | 2003 UJ447               | 18 ottobre 2003   | SDSS Collaboration  |
| 680949 | 2003 UO449               | 4 febbraio 2005   | Spacewatch          |
| 680950 | 2003 VB7                 | 15 novembre 2003  | Spacewatch          |
| 680951 | 2003 WJ8                 | 16 novembre 2003  | Spacewatch          |
| 680952 | 2003 WK54                | 20 novembre 2003  | LINEAR              |
| 680953 | 2003 WO96                | 16 novembre 2003  | Spacewatch          |
| 680954 | 2003 WD106               | 21 novembre 2003  | Spacewatch          |
| 680955 | 2003 WG174               | 23 ottobre 2003   | Spacewatch          |
| 680956 | 2003 WN179               | 20 novembre 2003  | Spacewatch          |
| 680957 | 2003 WW183               | 20 novembre 2003  | Kitt Peak Obs.      |
| 680958 | 2003 WW184               | 20 novembre 2003  | Spacewatch          |
| 680959 | 2003 WF187               | 23 novembre 2003  | Kitt Peak Obs.      |
| 680960 | 2003 WG197               | 13 ottobre 2007   | Mount Lemmon Survey |
| 680961 | 2003 WO197               | 4 gennaio 2014    | Mount Lemmon Survey |
| 680962 | 2003 WQ198               | 16 novembre 2003  | Spacewatch          |
| 680963 | 2003 WR198               | 20 ottobre 2007   | Mount Lemmon Survey |
| 680964 | 2003 WT198               | 13 febbraio 2011  | Mount Lemmon Survey |
| 680965 | 2003 WQ199               | 3 agosto 2016     | Pan-STARRS          |
| 680966 | 2003 WH200               | 27 marzo 2015     | Spacewatch          |
| 680967 | 2003 WV200               | 11 marzo 2013     | Mount Lemmon Survey |
| 680968 | 2003 WA201               | 30 agosto 2014    | Pan-STARRS          |
| 680969 | 2003 WN201               | 2 maggio 2006     | Mount Lemmon Survey |
| 680970 | 2003 WT201               | 19 aprile 2012    | Mount Lemmon Survey |
| 680971 | 2003 WG202               | 12 febbraio 2011  | Mount Lemmon Survey |
| 680972 | 2003 WY202               | 18 settembre 2014 | Pan-STARRS          |
| 680973 | 2003 WA203               | 16 novembre 2003  | Spacewatch          |
| 680974 | 2003 WP203               | 21 novembre 2003  | Spacewatch          |
| 680975 | 2003 WB204               | 1 febbraio 2012   | Mount Lemmon Survey |
| 680976 | 2003 WW205               | 23 settembre 2008 | Spacewatch          |
| 680977 | 2003 WL206               | 25 ottobre 2008   | Spacewatch          |
| 680978 | 2003 WF208               | 29 febbraio 2016  | Pan-STARRS          |
| 680979 | 2003 WR208               | 6 febbraio 2014   | CSS                 |
| 680980 | 2003 WT209               | 15 aprile 2013    | Pan-STARRS          |
| 680981 | 2003 WE211               | 10 giugno 2007    | Spacewatch          |
| 680982 | 2003 WQ212               | 10 gennaio 2014   | Spacewatch          |
| 680983 | 2003 WR213               | 18 ottobre 2012   | Pan-STARRS          |
| 680984 | 2003 WQ214               | 30 novembre 2003  | Spacewatch          |
| 680985 | 2003 WT214               | 21 novembre 2003  | Spacewatch          |
| 680986 | 2003 WD215               | 20 novembre 2003  | Spacewatch          |
| 680987 | 2003 WZ215               | 20 novembre 2003  | Spacewatch          |
| 680988 | 2003 WZ217               | 16 novembre 2003  | Spacewatch          |
| 680989 | 2003 XO1                 | 1 dicembre 2003   | Spacewatch          |
| 680990 | 2003 XA31                | 19 novembre 2003  | Spacewatch          |
| 680991 | 2003 XF44                | 1 dicembre 2003   | Spacewatch          |
| 680992 | 2003 XP44                | 17 novembre 2014  | Mount Lemmon Survey |
| 680993 | 2003 XK46                | 25 settembre 2012 | Spacewatch          |
| 680994 | 2003 YS46                | 19 novembre 2003  | Spacewatch          |
| 680995 | 2003 YV121               | 25 dicembre 2003  | Spacewatch          |
| 680996 | 2003 YX173               | 14 dicembre 2003  | Spacewatch          |
| 680997 | 2003 YY174               | 19 dicembre 2003  | LINEAR              |
| 680998 | 2003 YZ182               | 21 dicembre 2003  | Spacewatch          |
| 680999 | 2003 YB184               | 14 febbraio 2012  | Pan-STARRS          |
| 681000 | 2003 YH184               | 27 agosto 2016    | Pan-STARRS          |